# Westhay
Westhay – wieś w Anglii, w hrabstwie Somerset, w dystrykcie (unitary authority) Somerset. Leży 35 km na południowy zachód od miasta Bristol i 191 km na zachód od Londynu.